# Amamiya Karin
Pour les articles homonymes, voir Karin.
Œuvres principales
Laissez nous vivre! Les jeunes réfugiés (roman 2007)
Compléments
www3.tokai.or.jp/amamiya
Karin Amamiya (雨宮処凛, Amamiya Karin), née le 27 janvier 1975 à Takikawa dans la préfecture d'Hokkaidō, est une écrivaine et militante japonaise. 
Membre active d'un groupe d'extreme-droite et d'un groupe de punk ultra-nationaliste, elle connait un tournant politique majeur en 2001, elle milite depuis pour des organisations de gauche. 
Au cours de ces dernières années, ses livres ont traité des questions de la précarité et du mal de vivre. Une de ses œuvres principales est le livre Laissez nous vivre! Les jeunes réfugiés qui a reçu le prix du congrès des journalistes japonais (JCJ). Elle est vice-présidente du réseau de lutte contre la pauvreté, membre du comité de rédaction de l'hebdomadaire du vendredi, membre du laboratoire de recherche du minimum national affilié au ministère du travail, de la santé, et des affaires sociales, consultante de l'académie des romans et membre d'honneur du festival des personnes cassées.

## Biographie

### Éducation
Amamiya Karin est née dans la ville de Takikawa à Hokkaidô. À partir de l'âge de un an, elle souffre d'atopie. Lors de l'adolescence, elle est victime de violences scolaires, et à la suite de cela elle ne va plus à l'école, fugue, se mutile, et tente même de se suicider. Lors de l'adolescence, elle suit attentivement les groupes de Visual kei. Elle rate par deux fois son entrée dans une école préparatoire d'art, et pendant cette période fait des emplois à temps partiel. À la suite de la perte d'un emploi, elle se mutile et fait une tentative de suicide par overdose médicamenteuse.
Elle est admiratrice des créations de poupées à articulations sphèriques d'Amano Katan et devient disciple de Yoshida Ryô, un ami d'Amano Katan. Cependant, l'argile qu'elle utilise pour créer des poupées ne fait qu'empirer son atopie. Elle continue alors de s'auto-mutiler.

### Membre de droite et début de sa carrière d'écrivain
À 20 ans, après avoir ressenti, d'après sa propre difficulté de vivre, l'étrange sensation que le « Japon était étrange ». Elle rejoint le groupuscule ultrationaliste et violent Ultra-nationalist movement "Alliance of the People's Will" (ja). Plusieurs  événements de 1995 viennent alimenter sa décision. Tout d'abord l'attentat du métro de Tokyo, du 20 mai 1995 perpétué par la secte Aum. Pour Amamiya Karin, c'est une véritable révolution, elle s'enthousiasme pour cet “armageddon” annonçant la fin d'une période.
Elle s'intéresse de près aux valeurs anti-capitaliste et anti-mamoniste prônées par cette secte. Puis le grand séisme de Kôbé de janvier 1995 lui fait réaliser que le capitalisme a ses limites: même si l'on a économisé toute une vie, tout peut s'effondrer en quelques minutes. Enfin, en 1995, on commémore les 50 ans des bombes atomiques lancées lors de la Seconde Guerre mondiale par les Américains le 6 août 1945 sur Hiroshima puis le 9 août 1945 sur Nagasaki. À la suite de ces événements, Amamiya Karin s'intéresse à l'histoire de la guerre, mais surtout à la société japonaise d'après guerre. Pour cela, elle achète d'abord des livres, puis décide de se rendre à des réunions politiques. Elle se rend d'abord dans une réunion d'un parti de gauche, mais se perd dans les explications trop difficiles des spécialistes qui prennent la parole. Elle décide donc de se rendre en 1996 à une réunion d'un groupe de droite. Convaincue par le discours des participants, elle décide d'en devenir membre. Elle est intéressée par les mangas révisionistes de Yoshinori Kôbayashi, tout particulièrement ceux qui paraissent dans la rubrique “Déclaration de l'orgueillisme” du magazine SAPIO. 
En parallèle de ses activités dans le groupuscule ultranationaliste, elle devient chanteuse dans différents groupes de rock identitaire et nationaliste : "Princesse Karin" (姫処凛, hime karin) , "Terreur du grand Japon" (大日本テロル, dai nippon teroru). En 1995, elle rejoint le groupe punk ultranationaliste “"Ishin sekisei juku" (維新赤誠塾, Ishin sekisei juku) en tant que chanteuse, et n'hésite pas à monter sur scène vêtue d'un uniforme militaire et munie d'un sabre japonais ainsi que d'une réplique d'un fusil AK-47.
Elle rencontre Kunio Suzuki (ja), fondateur de l'organisation nationaliste et révisionniste issuikai. Elle devient par ailleurs disciple de l'écrivaine Chiren Misawa (ja), conseillère de cette organisation. En 1999, Amamiya Karin soutient Kakizawa Kôji (alors expulsé du Parti Libéral Démocrate japonais). Grâce à ses liens avec les différentes organisation d'extrême droite, elle se rend plusieurs fois en Corée du Nord où elle rencontre Shimi Takaya, un membre de la nouvelle gauche japonaise qui a participé à la prise d'otage de 129 personnes dans un avion 350 de la flotte Japan airlines le 30 mars 1970. De la même façon, elle a fait plusieurs voyages avec les membres de l'Issuikai en Irak et rencontré des membres de la famille Hussein.
D'après sa propre expérience personnelle, Amamiya Karin écrit son premier livre intitulé L'enfer et le paradis de vivre qui traite des problèmes de violences scolaires et du suicide des adolescents. De plus, elle devient la protagoniste du documentaire “le nouveau dieu” réalisé par Tsushiya Yutaka en 1999.

### Détachement du groupe de droite et cheminement vers une carrière d'écrivain gothique-lolita
Après avoir lu le préambule de la Constitution japonaise, Amamiya Karin commence à avoir des doutes sur les idées de droite. Elle profite de la dissolution de son groupe “la terreur du grand Japon” en 2001 pour se mettre en retrait, estimant qu'elle ne se veut plus se sentir dépendante uniquement de l'empereur et du pays.
Puis, après avoir déclaré que le libéralisme était une des raisons majeurs du “mal de vivre”, elle a annoncé qu'elle se sentait appartenir à la gauche.
Ayant adopté un look punk dans son groupe “la vérité révolutionnaire”, Amamiya Karin s'est tourné vers la mode gothique lolita et se considère à présent comme une autrice gothique lolita.

### Défense de la cause du précariat
À présent, elle publie des articles dans différents journaux et dans des revues de sensibilité progressiste. Par exemple elle écrit dans “Ronza”, un magazine édité par le journal Asahi, ainsi que pour l'hebdomadaire du journal sur la politique et la société “Vendredi”, mais également dans le Shinbun Akahata, le quotidien du parti communiste japonais). Ses articles mentionnent notamment les comptes rendus du parti sociale-démocrate. Elle rédige également de nombreux articles sur le précariat et son origine dans le néolibéralisme. Elle participe également à des rassemblements et des manifestations pour défendre la cause des freeter. Son œuvre Laissez nous vivre! Les jeunes réfugiés est né dans cette optique, pour défendre les travailleurs précaires.

### Campagne pour renverser le cabinet gouvernemental de Asô Tarô
En 2008, Amamiya Karin a critiqué le fait que le premier ministre japonais de l'époque Tarō Asō possédait une dizaine de complets à plus de 300 000 yens pièce. Elle a donc participé avec les personnes qui soutenaient Yuasa Makoto le secrétaire général du réseau contre la pauvreté, à un rassemblement non autorisé devant la résidence privée d'Asô. Lors de ce rassemblement, trois personnes ont été arrêtés pour violation de la loi sur la circulation routière. Cependant, Kamei Shizuka, représentant du nouveau parti du peuple, et Suzuki Moneo, représentant du nouveau parti de la grande terre, lors d'une réunion, ont exhorté la police de libérer les trois personnes arrêtés car ils estimaient cette arrestation injustifiée. Amamiya Karin est devenu reporter lors de la manifestation intitulée « Pour la chute du cabinet d'Asô » qui s'est déroulée le 8 mars 2009. Elle fait alors campagne pour faire tomber le cabinet gouvernemental d'Asô.

### Activités politiques
Amamiya Karin a soutenu le cabinet gouvernemental de Yukio Hatoyama membre du parti démocrate du Japon et premier ministre du Japon du 16 septembre 2009 au 8 juin 2010. Yukio Hatoyama a tenu tête à Shigeru Ishiba en soutenant que « aire du Japon le pays le plus travailleur, revient à condamner les morts de karôshi »”. 
Lors des élections du gouverneur de Tôkyô de 2012 et 2014, elle a soutenu Utsunomiya Kenji, notamment parce qu'il prônait une politique anti-nucléaire, et garantissait la réalisation de mesures contre la pauvreté.

## Ouvrages

### Livres
- Vivre au paradis et en enfer, ( (ja) Iki jigoku tengoku 生き地獄天国 ) édition Ohta, 2000.
- Les coûts du suicide ((ja) Jisatsu no cosuto 自殺のコスト) éditions Ohta, 2002.
- La reine de l'atopie ((ja) Atopii no joô アトピーの女王) éditions Ohta, 2002.
- La visite de l'axe du mal ((ja) Aku no sûjiku ho tazunete 悪の枢軸を訪ねて) éditions Gentosha, 2004.
- EXIT éditions Shinchôsha, 2003.
- Allons au champ de bataille, la marche du monde selon Amamiya Karin ((ja) Senjô he ikô!! Ammiya Karin ryû, chikyû no arukikata 戦場へ行こう!!　雨宮処凛流・地球の歩き方) 2004
- Une façon de vivre étonnante ((ja) Sugoi ikikata すごい生き方) éditions Sanctuary 2006
- La droite et la gauche, quelles différences? ((ja) Uyoku to sayoku wa dô chigau? 右翼と左翼はどうちがう?) éditions Kawadeshobōshinsha, 2007.
- Le all neet nippon d'Amamiya Karin ((ja) Amamiya Karin no ôru nîto nippon 雨宮処凛のオールニートニッポン) éditions Shôdensha shinsho, 2007
- Laissez nous vivre! Les jeunes réfugiés ((ja) Ikisaserô! Nanminka suru wakamono tachi 生きさせろ! 難民化する若者たち) éditions Ohta, 2007.
- Le précariat, une façon de vivre dans la précarité à l'ère numérique ((ja) Purekariato, dejitaru hiyatoi sedai no fuan na ikikata プレカリアート – デジタル日雇い世代の不安な生き方) éditions Yosumisha 2007
- Réunion stratégique pour savoir si toutes les personnes concernées vont supporter de mourir ((ja) Zenshin tôjisha shugi shinde tamaruka senryaku kaigi 全身当事者主義 死んでたまるか戦略会議) collection d'interviews, éditions Shunjusha 2008
- Journal de lutte d'Amamiya Karin ((ja) Amamiya Karin no tôsô no dairi 雨宮処凛の闘争ダイアリー)  Shûeisha 2008
- Séoul en colère, la Corée vivant dans une société ou il y a plus d'inégalités qu'au Japon ((ja) Okori no souru nihon ijô ne kakusashakai wo ikiru kankoku 怒りのソウル 日本以上の「格差社会」を生きる韓国) éditions Kinyôbi 2008
- La dépression du précariat ((ja) Purekariato no yûutsu プレカリアートの憂鬱) éditions Kodansha 2009
- La contre-attaque pour vivre ! Bible pour les moments où l'on rencontre des difficultés pour travailler et pour vivre ((ja) Ikiru tame ni hangeki suru zo! Rôdô & seizon de komatta toki no baiburu 「生きる」ために反撃するぞ! 労働&生存で困った時のバイブル) éditions Chikuma Chobô 2009
- Cracher dans l'air de l'exclusion ((ja) Haijo no kûki ni tsuba wo hake 排除の空気に唾を吐け) éditions Kodansha Gendaishinsho 2009
- Ce qui ne sont pas en vacances, ce qui ne vont pas en vacances ((ja) nani mo nai tabi, nani mo shinai tabi なにもない旅なにもしない旅) bibliothèque Chienomori 2010
- Survivons ! La manière de changer la difficulté de vivre dans le monde de 8 personnes ((ja) Ikinobiro ! Ikidzurai sekai wo kaeru hachinin no yarikata 生きのびろ！ 生きづらい世界を変える8人のやり方) éditions Ohta 2010

### Romans
- L'amour de la violence ((ja) Bôryoku renai 暴力恋愛 ) Kodansha 2002
- Les amis punis ((ja) Tomodachi kei ともだち刑) Kodansha 2005
- Les grands fans de visual kei a go go ((ja) Bangyaru a gô gô バンギャル ア ゴーゴー ) deuxième tome, Kodansha 2006

### Feuilleton
L'union, sauterelles ((ja)yunion kirigirsu ユニオン・キリギリス ) Kodansha

## Ouvrages écrits en commun
- (ja) Sakakibaraseito he no tegami ikiteiku hitotoshite (「酒鬼薔薇聖斗」への手紙 生きていく人として) Arita Yoshio, Moritatsuya, éditions Takarajimasha, 2003
- (ja) Wakingu puwa (ワーキングプアの反撃) Amamiya Karin, Fukushima Mizuo, éditions Nanatsumorishokan 2007
- (ja) Hinkon to aikoku (貧困と愛国) Amamiya Karin, Tasuku Takanobu journal Mainichi 2008
- (ja) Shingôki ni kowareta kakusa shakai (信号機の壊れた「格差社会」) Amamiya Karin, Sakata Makoto, Morioka Kôji   livret Iwanami 2008
- (ja) Iki dzurasa nitusite hinkon, aidentiti, nashionalizumu (「生きづらさ」について 貧困、アイデンティティ、ナショナリズム)  Amamiya Karin, Kayano Toshihito, éditions Kōbunsha shinsho 2008
- (ja) Iki saseru shisô kioku no kaiseki, seizon no kôtei (生きさせる思想 記憶の解析、生存の肯定) Amamiya Karin, Komori Yôichi éditions Shinnihon 2008
- (ja) Tairon ikinuku koto (対論 生き抜くこと) Amamiya Karin, Kayama Rika, éditions Nanatsumorishokan  2008
- (ja) Datsu hinkon no keizai-gaku - Nihon wa mada kaerareru (脱貧困の経済学 - 日本はまだ変えられる), Amamiya Karin, îda Yasuyuki, éditions jiyūkokuminsha 2009,  (ISBN 4426104610)
- (ja) Kokka no hinkon ― kakusa shakai o ima koso funsai seyo! (国家の貧困―格差社会を今こそ粉砕せよ!) Amamiya Karin, Morita Minoru, éditions Nihonbungeisha 2009